# Montbavin
Montbavin ist eine französische Gemeinde mit 40 Einwohnern (Stand: 1. Januar 2022) im Département Aisne in der Region Hauts-de-France; sie gehört zum Arrondissement Laon und zum Kanton Laon-1.

## Lage
Die Gemeinde Montbavin liegt im Nordwesten des Hügellandes Chemin des Dames, zehn Kilometer südwestlich von Laon. Nachbargemeinden von Montbavin sind Cessières-Suzy im Norden, Laniscourt und Mons-en-Laonnois im Nordosten, Bourguignon-sous-Montbavin im Osten, Royaucourt-et-Chailvet im Südosten, Chaillevois im Süden, Merlieux-et-Fouquerolles im Südwesten und Westen sowie Anizy-le-Grand im Nordwesten.

## Bevölkerungsentwicklung
| Jahr                       | 1962 | 1968 | 1975 | 1982 | 1990 | 1999 | 2006 | 2012 | 2022 |
| Einwohner                  | 44   | 41   | 36   | 50   | 42   | 35   | 36   | 47   | 40   |
| Quellen: Cassini und INSEE |      |      |      |      |      |      |      |      |      |

## Sehenswürdigkeiten

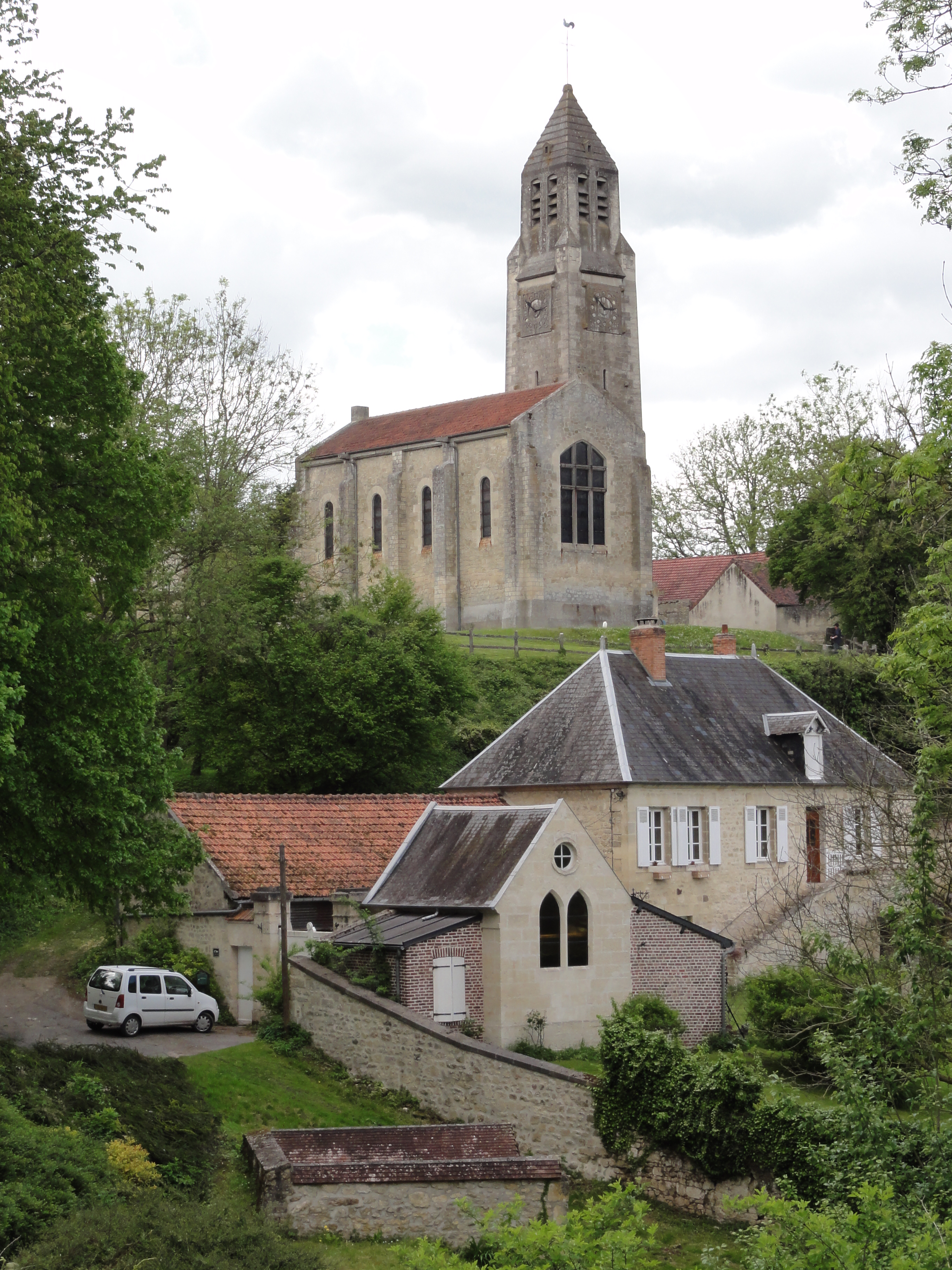
Kirche Saint-Hilaire
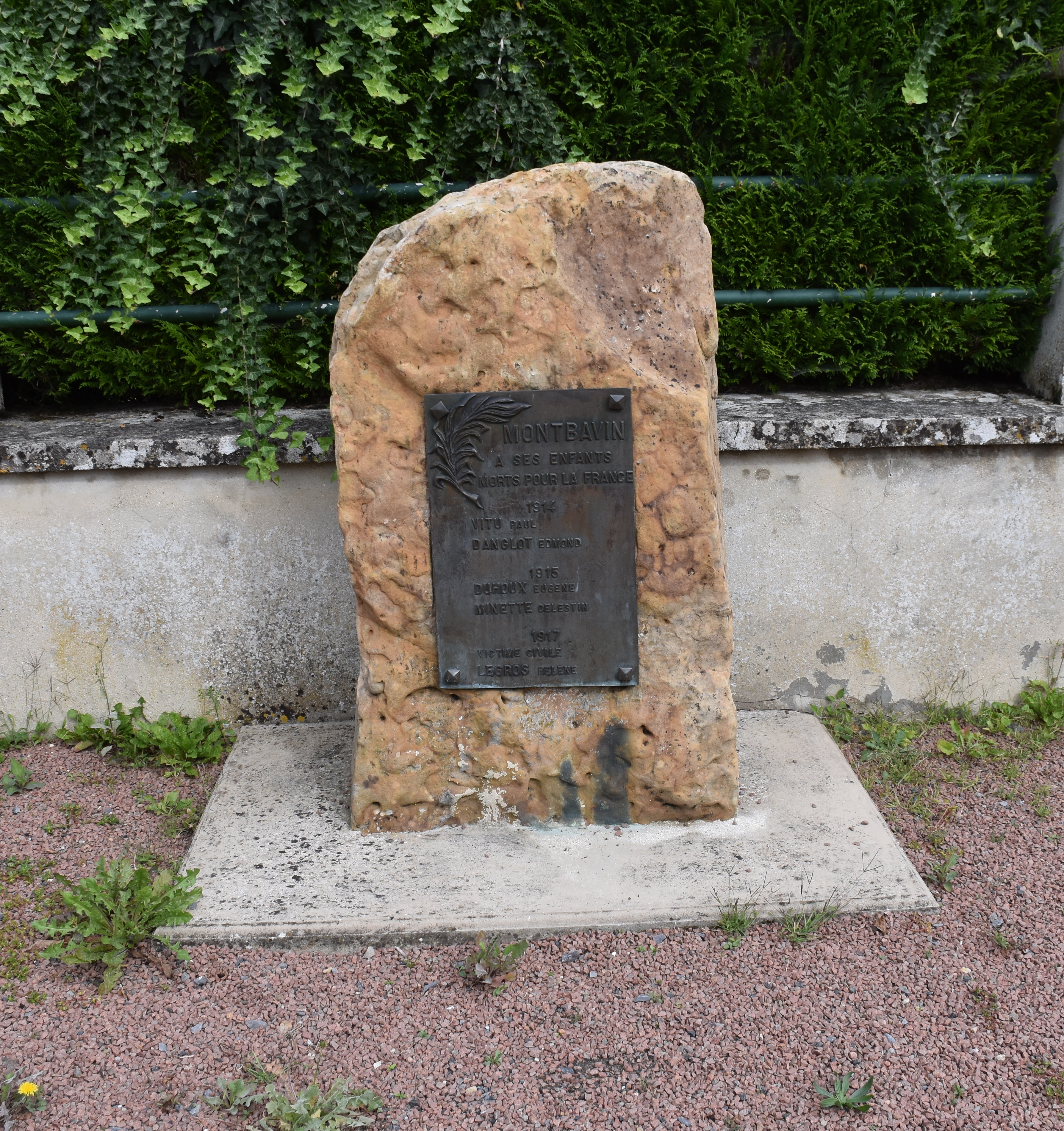
Gefallenendenkmal

- Kirche Saint-Hilaire
- Gefallenendenkmal